# Buddhistiska klostret i Ajina-Tepa

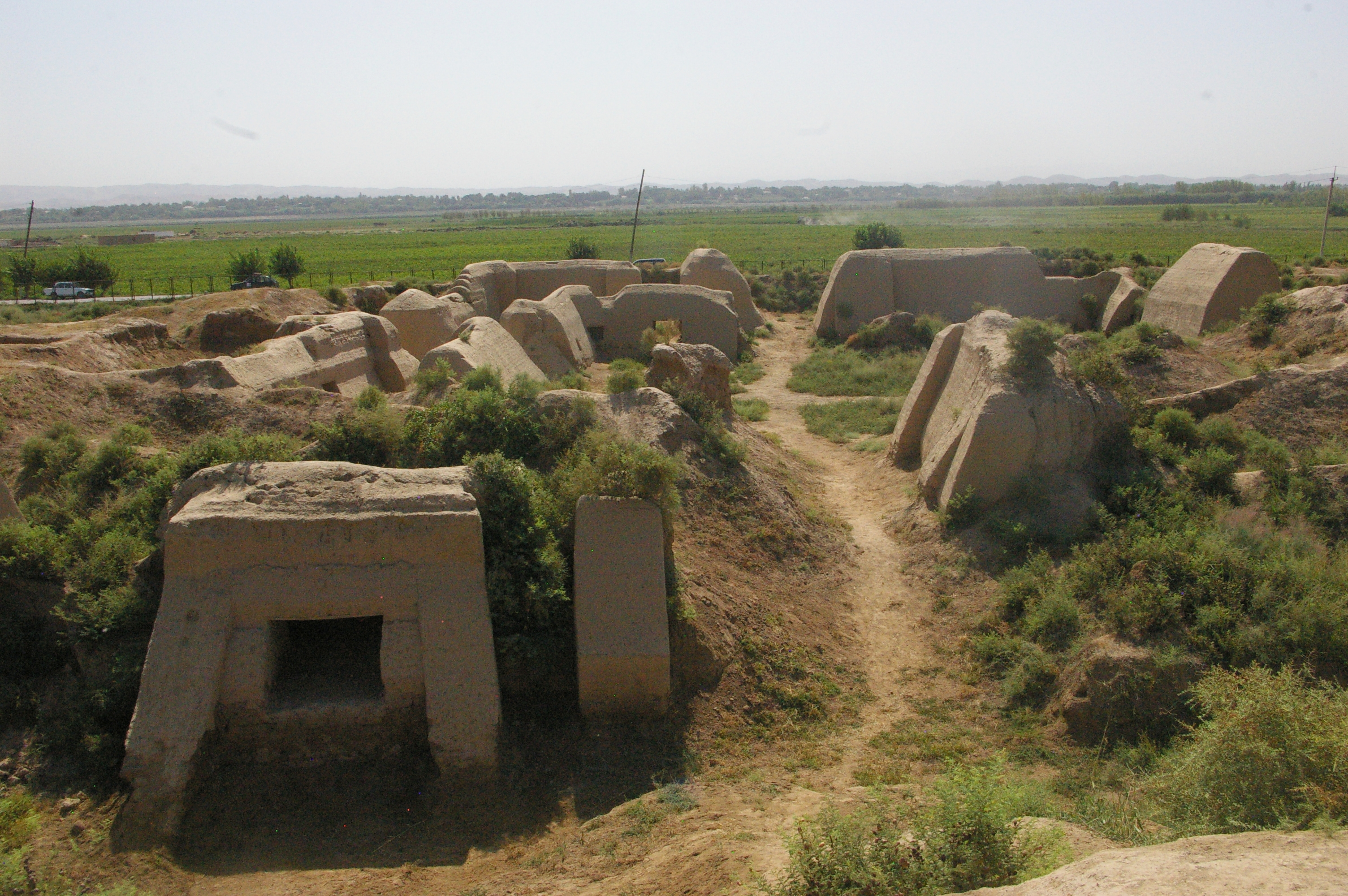
Vy över Ajina-Tepa

Buddhistiska klostret i Ajina-Tepa ligger nära staden Kurgan-Tiube i Tadzjikistan. Det forna klostret är sedan 11 september 1999 uppsatt på Tadzjikistans tentativa världsarvslista.